# Maria la Bailadora
Maria la Bailadora (ur. i zm. ok. XVI wieku) – hiszpańska tancerka (bailadora - z hiszpańskiego tancerka), uczestniczka bitwy pod Lepanto w 1571. Jest jedyną kobietą-żołnierzem, która wzięła udział w tej bitwie, o której wspominają ówczesne kroniki.

## Życiorys
Pierwsze, i jedyne wzmianki o Marii pochodzą z opisów bitwy pod Lepanto.
Maria, przebrana za mężczyznę, zaciągnęła się na służbę do wojska, gdzie służyła w jednostce Lopego de Figueroy jako arkebuzer, aby mogła towarzyszyć swojemu kochankowi na wojnie. Służyła jako żołnierz na pokładzie Reala, okrętu flagowego Świętej Ligi.
W czasie bitwy, po zderzeniu Reala z Sultaną (okrętem flagowym Alego Paszy) i wzajemnym abordażu, Maria walczyła w pierwszych szeregach. Jako jedna z pierwszych osób wskoczyła na pokład Sultany i, w zależności od źródeł, z mieczem lub z piką w ręku zaatakowała tureckich żołnierzy zabijając przynajmniej jednego lub „wielu”.
Niektóre źródła sugerują, że prawdziwa płeć Marii została ujawniona dopiero po zwycięstwie, ale według innych jej obecność na pokładzie była znana już wcześniej, jako że na ówczesnych okrętach było bardzo mało prywatności, a jej obecność była tajemnicą poliszynela: „W pierwszej linii stał młody szermierz, zdolny i odważny, niemniej prawie wszyscy, łącznie z Juanem de Austria, wiedzieli, że jest to kobieta, młoda Andaluzyjka o imieniu Maria, która weszła na pokład za zezwoleniem Lopego de Figueroy, podążając za swoim kochankiem”.   Po bitwie pozwolono jej pozostać w oddziale i wypłacono normalny żołd jak innym żołnierzom.
Maria la Bailadora jest jedną z bohaterek książki przygodowo-historycznej Clash of Empires: The Red Sea Williama Napiera.